# 2022 no Brasil
Esta é uma cronologia dos principais fatos ocorridos no ano do calendário gregoriano de 2022 no Brasil, o 200.º da Independência e 134.º da República.

## Incumbentes
- Presidente do Brasil – Jair Bolsonaro (2019 – 2023)
- Presidente da Câmara dos Deputados – Arthur Lira (2021 – 2025)
- Presidente do Senado Federal – Rodrigo Pacheco (2021 – 2025)
- Presidente do Supremo Tribunal Federal
  - Luiz Fux (2020 – 2022)
  - Rosa Weber (2022 – 2023)

## Eventos

### Janeiro
- 4 de janeiro – Eduardo Paes, prefeito do Rio de Janeiro, anuncia o cancelamento do carnaval de rua na cidade.[1]
- 6 de janeiro – Devido à pandemia, carnaval de rua de São Paulo é cancelado pela prefeitura.[2]
- 8 de janeiro
  - Um dique da Mina Pau Branco transborda em Nova Lima devido ao excesso de chuvas e água reservada pela estrutura invade a BR-040, que liga Belo Horizonte ao Rio de Janeiro, atingindo veículos que passavam pela rodovia.[3]
  - Queda de um cânion atinge quatro lanchas com turistas que passeavam no Lago das Furnas em Capitólio, sudoeste de Minas Gerais, deixando dez mortos e 32 feridos.[4]
- 13 de janeiro – Um deslizamento de terra destrói um casarão do século XIX e um imóvel onde funcionava um depósito no Morro da Forca, no centro histórico de Ouro Preto, Minas Gerais.[5]
- 19 de janeiro – O futebolista Robinho é condenado em última instância a 9 anos de prisão por estupro, na Itália.[6]
- 24 de janeiro
  - Dois homens invadem o Aeroclube de Manaus e ateiam fogo em um helicóptero do IBAMA que estava estacionado no local.[7]
  - Morte do imigrante congolês Moïse Kabagambe na Barra da Tijuca, Rio de Janeiro, tem repercussão internacional, motivando protestos antirracistas em dezenas de cidades brasileiras.[8][9]
- 30 de janeiro – Fortes chuvas que atingiram o estado de São Paulo matam ao menos 24 pessoas e deixam 660 famílias desabrigadas.[10]

### Fevereiro
- 1° de fevereiro – Uma obra da Linha 6-Laranja do Metrô de São Paulo desaba e abre uma cratera na Marginal Tietê, no sentido Rodovia Ayrton Senna. O rompimento de uma galeria de esgoto teria causado o acidente.[11]
- 13 de fevereiro – É comemorado o centenário da Semana de Arte Moderna no Brasil.[12]
- 15 de fevereiro – Fortes chuvas causam inundações e deslizamentos de terra em Petrópolis, região serrana do Rio de Janeiro.[13]
- 24 de fevereiro – Incêndio atinge prédio próximo a FIESP, na Avenida Paulista. Ninguém ficou ferido.[14]
- 25 de fevereiro – No Conselho de Segurança da ONU, o Brasil e outros 10 países votam a favor da resolução que condena a invasão da Ucrânia pela Rússia.[15]

### Março
- 11 de março – Mauro Carlesse, governador afastado do Tocantins, renuncia ao cargo. O vice, Wanderlei Barbosa, que assumiu interinamente em outubro de 2021, é empossado em definitivo.[16]
- 18 de março – O aplicativo Telegram é bloqueado no Brasil por decisão do ministro do Supremo Tribunal Federal Alexandre de Moraes.[17]
- 21 de março – Novos temporais atingem Petrópolis, região serrana do Rio de Janeiro. Pelo menos 5 pessoas morreram e outras 3 estão desaparecidas.[18]
- 25 de março – Com a canção "Envolver", a cantora Anitta torna-se a primeira artista brasileira a alcançar o primeiro lugar no ranking global da plataforma Spotify.[19]
- 25 a 27 de março – É realizada a nona edição do Lollapalooza Brasil.[20]

### Abril
- 1º de abril
  - Único programa de televisão infantil exibido na TV aberta, Bom Dia & Cia chega ao fim após 28 anos no ar.[21]
  - Chuva forte provoca inundações e deslizamentos de terra no Rio de Janeiro e municípios da Costa Verde e da Baixada Fluminense.[22]
- 8 de abril – Touro invade a arquibancada de um rodeio em Patrocínio, interior de Minas Gerais. 16 pessoas ficaram feridas.[23]
- 11 de abril – Um helicóptero cai durante um voo de treinamento em Contagem, Minas Gerais. Piloto e aluno que estavam na aeronave foram resgatados com vida.[24]
- 13 de abril – Com o enredo "Santo Antônio, Olhai por Nós!", Novo Império conquista o título do Carnaval de Vitória pela sétima vez, quebrando um jejum de 33 anos sem vencer.[25]
- 20 de abril – O deputado federal Daniel Silveira (PTB/RJ) é condenado pelo STF à 8 anos e 9 meses de prisão e a perda dos direitos políticos por estímulo a atos antidemocráticos. No dia seguinte, o presidente Jair Bolsonaro assina um indulto concedendo o perdão da pena.[26]
- 21 de abril – Prédio de três andares desaba em Vila Velha, na Grande Vitória, matando três pessoas da mesma família.[27]
- 26 de abril
  - Com o enredo "Fala, Majeté! Sete Chaves de Exu", Acadêmicos do Grande Rio conquista o título do Carnaval do Rio de Janeiro pela primeira vez.[28]
  - Com o enredo "Planeta Água", Mancha Verde conquista o título do Carnaval de São Paulo pela segunda vez.[29]

### Maio
- 7 de maio – Um acidente de ônibus na Rodovia Régis Bittencourt, na altura de Miracatu, interior de São Paulo, mata o cantor Aleksandro, da dupla Conrado & Aleksandro, e outas cinco pessoas da equipe.[30]
- 11 de maio – Avião que carregava paraquedistas faz pouso de emergência na zona rural de Boituva, interior de São Paulo. Duas pessoas morreram e outras sete ficaram feridas.[31]
- 16 de maio – Paulo Cupertino, acusado de matar o ator Rafael Miguel e os pais em 2019, é preso pela Polícia Civil de São Paulo após três anos foragido.[32]
- 17 de maio
  - Por unanimidade, Assembleia Legislativa de São Paulo cassa o mandato de Arthur do Val (UNIÃO) por quebra de decoro parlamentar. O ex-deputado foi denunciado em março após o vazamento de áudios onde profere falas machistas e sexistas sobre refugiadas ucranianas.[33]
  - Tempestade subtropical Yakecan atinge o Rio Grande do Sul.[34]
- 24 de maio – Uma operação policial na Vila Cruzeiro, Rio de Janeiro, deixa 23 pessoas mortas.[35]
- 25 de maio – Um homem é torturado e assassinado durante uma abordagem de policiais em Umbaúba, Sergipe. Agentes utilizaram uma viatura da Polícia Rodoviária Federal como uma câmara de gás improvisada e prenderam a vítima no porta-malas.[36]
- 27 de maio – Fortes chuvas causam inundações e deslizamentos de terra em municípios do Grande Recife, deixando ao menos 129 mortos.[37]

### Junho
- 6 de junho – Começam as buscas pelo paradeiro do indigenista Bruno Araújo Pereira e do jornalista inglês Dom Phillips, que desapareceram enquanto viajavam para Atalaia do Norte, no Amazonas.[38]
- 7 de junho – Sismo de magnitude 6,5 atinge a fronteira do Acre com o Peru.[39]
- 8 de junho – Em São Paulo, é confirmado o primeiro caso de varíola dos macacos no Brasil. O paciente é um homem de 41 anos que viajou à Espanha.[40]
- 10 de junho – Ossada do menino Leandro Bossi é achada 30 anos após o seu desaparecimento, no Paraná. A criança desapareceu em fevereiro de 1992, durante um show em Guaratuba.[41]
- 15 de junho – É confirmado o assassinato do indigenista Bruno Araújo Pereira e do jornalista inglês Dom Phillips a partir da confissão dos suspeitos de participação no crime presos pela Polícia Federal. Os restos mortais de ambos foram encontrados quatro dias depois.[42]
- 21 de junho – Avião que levava o atacante Neymar e seus familiares faz um pouso de emergência em Boa Vista, Roraima, após um problema no para-brisa. Ninguém ficou ferido.[43]
- 22 de junho – Milton Ribeiro, ex-ministro da Educação, é preso pela Polícia Federal em operação que investiga desvio de verbas no MEC.[44]
- 25 de junho
  - Um avião de pequeno porte cai em uma fazenda particular em Salto de Pirapora, interior de São Paulo, matando três pessoas.[45]
  - Bandidos promovem tiroteios após tentativas de assalto nos shoppings Village Mall, no Rio de Janeiro, e Parque Dom Pedro, em Campinas, São Paulo. Na capital fluminense, um segurança do local foi morto. No município paulista, um suspeito morreu e dois seguranças foram baleados.[46][47]
- 27 de junho – Boi Caprichoso conquista o título do 55° Festival Folclórico de Parintins.[48]
- 29 de junho – Pedro Guimarães pede demissão da presidência da Caixa Econômica Federal diante de denúncias de assédio moral e sexual contra funcionárias.[49]

### Julho
- 4 de julho – Chuva forte provoca inundações em pelo menos 50 municípios de Alagoas.[50]
- 5 de julho – Daniella Marques toma posse como presidente da Caixa Econômica Federal.[51]
- 6 de julho – É inaugurada a rede 5G no Brasil, começando por Brasília, Distrito Federal[52]
- 9 de julho – O guarda municipal Marcelo Aloizio de Arruda, dirigente municipal do Partido dos Trabalhadores, é assassinado durante a festa de seu aniversário em Foz do Iguaçu, Paraná. Ele foi baleado pelo policial penal federal Jorge José da Rocha Guaranho, que invadiu o local da festa gritando palavras de ordem a favor do presidente Jair Bolsonaro.[53][54]
- 10 de julho – Incêndio atinge um prédio comercial de 10 andares na região da Rua 25 de Março, em São Paulo.[55]
- 11 de julho – O médico anestesista Giovanni Quintella Bezerra é preso em flagrante após ser filmado estuprando uma mulher durante o parto em São João de Meriti, Rio de Janeiro.[56]
- 17 de julho – Uma operação policial no Complexo do Alemão, Rio de Janeiro, deixa 17 pessoas mortas.[57]
- 22 de julho – O zagueiro Renan Victor da Silva, do Red Bull Bragantino, é preso após se envolver num acidente na Rodovia Alkindar Monteiro Junqueira, entre Itatiba e Bragança Paulista, que provocou a morte de um motociclista.[58]

### Agosto
- 1º de agosto – Início do Censo 2022.[59]
- 5 de agosto – Morre o apresentador e humorista brasileiro Jô Soares, aos 84 anos. Durante sua carreira na televisão, Jô apresentou atrações de sucesso como Viva o Gordo, Jô Soares Onze e Meia e o Programa do Jô.[60]
- 11 de agosto – Atos marcam a leitura da carta em defesa da democracia e do sistema eleitoral elaborada pela USP.[61]
- 16 de agosto
  - Início da campanha eleitoral para as eleições gerais.[62]
  - Alexandre de Moraes toma posse como o 55º presidente do Tribunal Superior Eleitoral do Brasil.[63]
- 18 de agosto – Por 48 votos a 2, a Câmara Municipal do Rio de Janeiro cassa o mandato do vereador Gabriel Monteiro (PL) por quebra de decoro parlamentar devido as acusações de assédio sexual contra ex-assessores, gravação de vídeos íntimos com uma menor de idade e exposição de pessoas em situação de vulnerabilidade.[64]

### Setembro
- 2 de setembro – Início da nona edição do Rock in Rio.
- 6 de setembro – Após quase nove anos fechado em reforma, o Museu do Ipiranga é reinaugurado em São Paulo.[65]
- 7 de setembro
  - É comemorado o bicentenário da Independência do Brasil.
  - É comemorado o centenário do Rádio no Brasil.
- 8 de setembro – Uma embarcação clandestina naufraga próximo à Ilha de Cotijuba, no Pará, deixando 22 mortos.[66]
- 15 de setembro – O ator José Dumont é preso por suspeita de armazenamento de imagens de pornografia infantil e cometer abusos contra um adolescente de 12 anos.[67]

### Outubro
- 2 de outubro – Primeiro turno das eleições gerais.[68] Para presidente, passam para o segundo turno os candidatos Luiz Inácio Lula da Silva (PT) e Jair Bolsonaro (PL).[69]
- 2 de outubro – Foi eleita, no primeiro turno das eleições gerais de 2022, a primeira deputada federal trans e negra da história do Brasil, Erika Hilton, do PSOL por São Paulo, e também foi eleita na mesma data, outra deputada federal transexual, Duda Salabert, do PDT por Minas Gerais.
- 2 de outubro – O Paraná elegeu, pela primeira vez, uma mulher negra para o cargo de deputada federal, sendo essa Carol Dartora, do Partido dos Trabalhadores (PT)
- 4 de outubro – Um vazamento de gás tóxico mata uma pessoa e deixa mais de mil temporariamente desabrigados em 8 bairros de Pontal, interior de São Paulo.[70][71]
- 5 de outubro – Um adolescente de 15 anos armado atira em três alunos numa escola pública de Sobral, no Ceará. Duas vítimas receberam alta, enquanto a terceira morreu quatro dias depois.[72][73]
- 9 de outubro – Acidente com um avião de pequeno porte causa o fechamento da pista do Aeroporto de Congonhas por 9 horas e provoca o cancelamento de 140 voos em 15 estados e o Distrito Federal.[74]
- 11 de outubro – Paulo Dantas, governador de Alagoas, é afastado do cargo pelo Superior Tribunal de Justiça após ser alvo de uma investigação da Polícia Federal e do Ministério Público Federal que investiga um suposto esquema de rachadinha na Assembleia Legislativa do estado. O vice-governador José Wanderley Neto assumiu interinamente o cargo.[75]
- 17 de outubro – A Polícia Civil do Rio Grande do Sul abre investigação para apurar ofensas racistas contra o cantor Seu Jorge durante uma apresentação do artista no Grêmio Náutico União, em Porto Alegre.[76]
- 19 de outubro – Um helicóptero cai próximo a uma área residencial no Parque da Rocinha, Zona Sul de São Paulo. Duas pessoas ficaram feridas.[77]
- 23 de outubro – O ex-deputado Roberto Jefferson é preso após atirar uma granada e ferir com tiros dois agentes da Polícia Federal que foram a sua casa em Comendador Levy Gasparian, interior do Rio de Janeiro, cumprir um mandado de prisão do Supremo Tribunal Federal contra ele por ofensas à ministra da corte Carmen Lúcia. Jefferson se entregou a polícia após resistir a prisão por cerca de oito horas.[78]
- 30 de outubro – Segundo turno das eleições gerais. Com 50,90% dos votos válidos, o candidato do PT Luiz Inácio Lula da Silva vence Jair Bolsonaro (PL) e é eleito presidente do Brasil pela terceira vez.[68][79]
- 31 de outubro
  - Em protesto contra a vitória de Lula no segundo turno da eleição presidencial, caminhoneiros promovem bloqueio de rodovias em 23 estados.[80]
  - Um incêndio atinge quatro lojas do CEASA em Irajá, Zona Norte do Rio de Janeiro.[81]

### Novembro
- 6 de novembro – Guilherme de Pádua, ex-ator, criminoso e pastor evangélico que ficou conhecido nacionalmente pelo assassinato de sua ex-colega de profissão Daniella Perez, filha da autora Glória Perez, com a ajuda da sua então esposa Paula Thomaz em 1992, falece aos 53 anos vitima de infarto.[82]
- 7 de novembro – O ex-vereador do Rio de Janeiro Gabriel Monteiro é preso devido a um processo de acusação por estupro.[83]
- 13 de novembro
  - Após 7 dias de julgamento, a 3ª Vara Criminal de Niterói condena a ex-deputada federal e pastora Flordelis a 50 anos e 28 dias de prisão por homicídio triplamente qualificado, tentativa de homicídio duplamente qualificado, uso de documento falso e associação criminosa armada pelo assassinato de seu marido, o pastor Anderson do Carmo.[84]
  - O cantor Milton Nascimento promove o último show de sua carreira no Estádio do Mineirão, em Belo Horizonte.[85]
- 14 de novembro – Um navio à deriva bate em um dos pilares da Ponte Rio-Niterói, causando o fechamento da via por mais de 3 horas.[86]
- 24 de novembro – O prefeito do município gaúcho de Lajeado do Bugre, Roberto Maciel Santos, é morto a tiros dentro da prefeitura.[87]
- 25 de novembro – Um homem ataca duas escolas em Aracruz, Espírito Santo, matando 4 pessoas e ferindo outras 13.[88]

### Dezembro
- 5 de dezembro – Fortes chuvas atingem municípios de oito estados, causando inundações e deslizamentos de terra.[89]
- 12 de dezembro
  - Manifestantes bolsonaristas promovem ataques de vandalismo e tentativa de invasão da sede da Polícia Federal em Brasília.[90]
  - Morre aos 85 anos o escritor, pregador, músico e fundador da Comunidade Católica Canção Nova, Monsenhor Jonas Abib. O sacerdote foi um importante evangelizador da juventude católica a partir da década dos anos 70.
- 19 de dezembro
  - Por 6 votos a 5, corte do Supremo Tribunal Federal declara inconstitucionalidade do Orçamento secreto.[91]
  - Após 6 anos e 1 mês, o ex-governador do Rio de Janeiro Sérgio Cabral Filho deixa a cadeia para cumprir prisão domiciliar após segunda turma do STF decidir por sua soltura por entender que não havia condenação em última instância.[92]

## Esportes
- 25 de janeiro – Palmeiras conquista a Copa São Paulo de Futebol Júnior pela primeira vez ao golear o Santos por 4-0 na final realizada no Allianz Parque.[93]
- 12 de fevereiro – Chelsea conquista a Copa do Mundo de Clubes da FIFA de 2021 ao vencer o Palmeiras na prorrogação por 2-1 na final disputada no Estádio Mohammed Bin Zayed em Abu Dhabi.[94]
- 13 de fevereiro – Corinthians vence a primeira edição da Supercopa do Brasil de Futebol Feminino ao derrotar o Grêmio por 1-0 na final disputada na Neo Química Arena.[95]
- 20 de fevereiro – Atlético Mineiro é campeão da Supercopa do Brasil pela primeira vez ao vencer o Flamengo nos pênaltis por 8-7 após empate por 2-2 no tempo regulamentar da partida realizada na Arena Pantanal.[96]
- 2 de março – Palmeiras conquista pela primeira vez o título da Recopa Sul-Americana ao superar o Athletico Paranaense na final com um empate por 2-2 na Arena da Baixada e uma vitória por 2-0 no Allianz Parque.[97]
- 19 de março – Em Belgrado, Sérvia, Darlan Romani conquista o título do Mundial Indoor de Atletismo no arremesso de peso.[98]
- 29 de abril – Itambé Minas é campeão da Superliga Feminina de Vôlei pela quinta vez ao fechar em 2-0 a série final contra o Dentil Praia Clube.[99]
- 8 de maio – Sada Cruzeiro é campeão da Superliga Masculina de Vôlei pela sétima vez ao fechar em 2-1 a série final contra o Minas Tênis Clube.[100]
- 28 de maio – Com gol de Vinícius Júnior, o Real Madrid vence o Liverpool por 1-0 e conquista a Liga dos Campeões da UEFA pela décima quarta vez.[101]
- 9 de junho – Franca conquista o título do Novo Basquete Brasil pela primeira vez ao vencer o Flamengo por 80-65 no Pedrocão e fechar em 3-1 a série decisiva.[102]
- 19 de julho – Em Eugene, Estados Unidos, Alison dos Santos conquista o título do Mundial de Atletismo nos 400m com barreiras.[103]
- 30 de julho – A Seleção Brasileira conquista o título da Copa América de Futebol Feminino pela oitava vez ao vencer a Colômbia por 1-0 na final disputada no Estádio Alfonso López, em Bucaramanga.[104]
- 8 de setembro – Em Trestles, na Califórnia, Estados Unidos, Filipe Toledo conquista o título do Circuito Mundial Masculino de Surfe pela primeira vez ao vencer o compatriota Ítalo Ferreira na última etapa da competição.[105]
- 10 de setembro – Felipe Drugovich conquista o título da Fórmula 2 na etapa de Monza, Itália.[106]
- 24 de setembro – Corinthians conquista o título do Campeonato Brasileiro de Futebol Feminino pela quarta vez ao vencer o Internacional nas finais com um empate por 1-1 no Estádio Beira-Rio e uma vitória por 4-1 na Neo Química Arena.[107]
- 30 de setembro – Cruzeiro conquista o título do Campeonato Brasileiro da Série B pela primeira vez, ao vencer a Ponte Preta por 4-1 e se beneficiar das derrotas de Grêmio e Bahia para Sampaio Corrêa e Chapecoense, respectivamente, na 32ª rodada.[108]
- 1° de outubro – Independiente del Valle conquista o título da Copa Sul-Americana pela segunda vez ao vencer o São Paulo por 2-0 na final disputada no Estádio Mario Alberto Kempes em Córdoba, Argentina.[109]
- 2 de outubro – Cascavel conquista o título da Copa Libertadores de Futsal ao vencer o Peñarol por 3-1 no Polideportivo Malvinas Argentinas, em Buenos Aires.[110][111]
- 19 de outubro – Flamengo conquista o título da Copa do Brasil pela quarta vez ao vencer o Corinthians nos pênaltis por 6-5 após dois empates, por 0-0 no Neo Química Arena e 1-1 no Estádio do Maracanã.[112]
- 28 de outubro – Palmeiras conquista o título da Copa Libertadores de Futebol Feminino pela primeira vez ao vencer o Boca Juniors por 4-1 no Estádio Casa Blanca, em Quito, Equador.[113]
- 29 de outubro – Flamengo conquista o título da Copa Libertadores da América pela terceira vez ao vencer o Athletico Paranaense por 1-0 no Estádio Monumental Isidro Romero Carbo, em Guayaquil, Equador.[114]
- 2 de novembro – Palmeiras conquista o Campeonato Brasileiro pela décima primeira vez. Título foi confirmado na 35.ª rodada após a derrota do Internacional para o América Mineiro por 1–0, ocorrida horas antes da vitória do clube paulista sobre o Fortaleza por 4–0.[115]
- 3 de novembro – Rebeca Andrade conquista a medalha de ouro do individual geral no Mundial de Ginástica Artística disputado em Liverpool, Reino Unido.[116]
- 6 de novembro – Rayssa Leal conquista o título da Street League Skateboarding no Rio de Janeiro.[117]
- 9 de dezembro – A Seleção Brasileira é eliminada da Copa do Mundo FIFA nas quartas de final ao ser derrotada pela Croácia nos pênaltis após empate na prorrogação por 1-1 no Cidade da Educação, em Doha.[118]

## Música
- 25 a 27 de março – É realizada a nona edição do Lollapalooza Brasil.
- 2 de setembro – Início da nona edição do Rock in Rio.

## Cinema
- 20 de janeiro: Lançamento previsto de Eduardo e Mônica.[119]
- 24 de fevereiro: Lançamento previsto de D. P. A. 3 - Uma Aventura no Fim do Mundo.

## Mortes

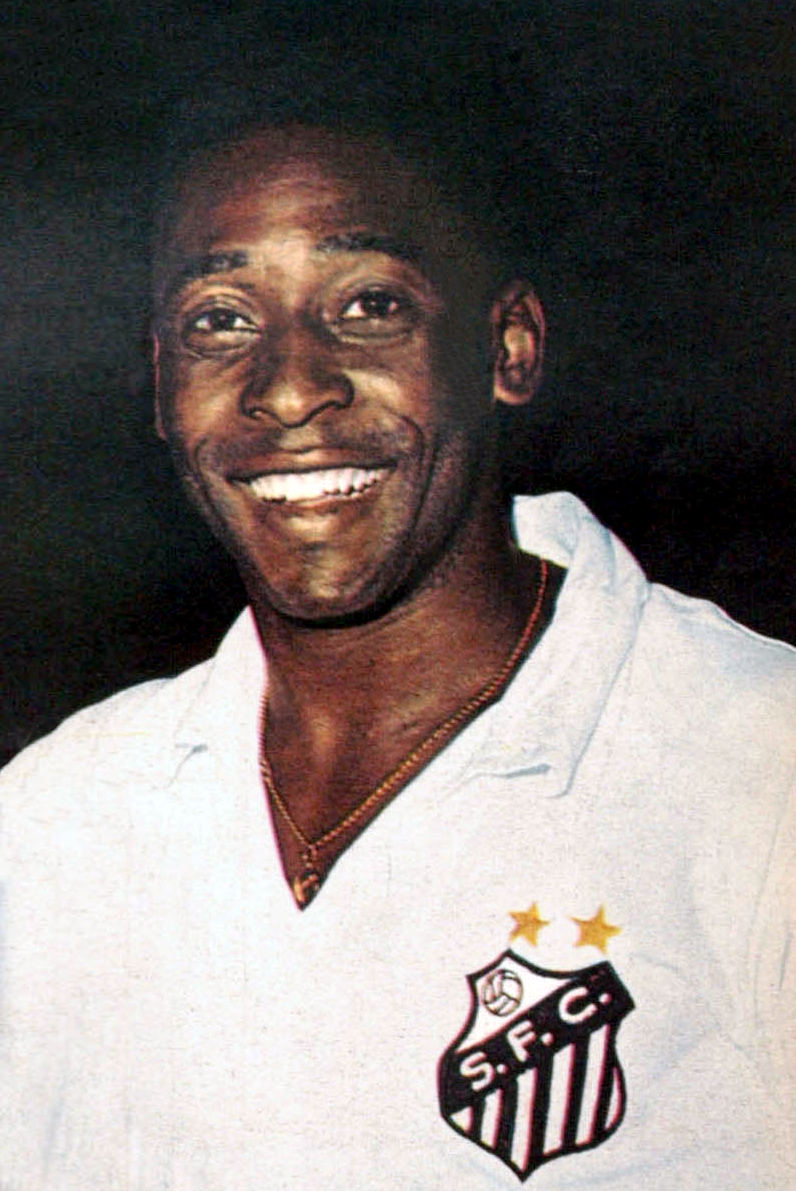
Pelé, futebolista brasileiro.

### Janeiro
- 10 – Batoré – Ator e humorista[120]
- 20 – Elza Soares – Cantora[121]
- 24 – Olavo de Carvalho – Escritor[122]
- 26 – Ludmila Ferber – Cantora e pastora[123]

### Fevereiro
- 1° – Isaac Bardavid – Ator e dublador[124]
- 12 – Luiz Ribeiro – Jornalista e radialista[125]
- 15 – Arnaldo Jabor – Jornalista, cronista e cineasta[126]
- 22 – Geraldo Sarno – Cineasta[127]
- 23 – Paulinha Abelha – Cantora[128]
- 25
  - Dida Sampaio – Fotógrafo[129]
  - José Carlos Sanches – Ator[130]

### Março
- 11
  - Orlando Brito – Fotógrafo[131]
  - Sandra Cavalcanti – Política[132]
- 12 – Severo Luzardo – Carnavalesco e figurinista[133]
- 20 – Maria Helena – Porta-bandeira[134]
- 28 – Octávio Elísio – Político[135]
- 29 – Elifas Andreato – Artista plástico[136]

### Abril
- 1° – Ruy Maurity – Cantor e compositor[137]
- 3 – Lygia Fagundes Telles – Escritora[138]
- 7 – Garibaldi Alves – Político[139]
- 8 – Dalmo Dallari – Jurista[140]
- 15 – Newton Cruz – General[141]
- 25 – Suzana Faini – Atriz[142]
- 28 – Mendes Thame – Político e apresentador[143]

### Maio
- 10 – Alberico de Souza Cruz – Jornalista[144]
- 14 – Breno Silveira – Cineasta[145]
- 23 – Wendell – Ex-goleiro[146]
- 29 – Antônio Augusto Cançado Trindade – Jurista[147]
- 30 – Milton Gonçalves – Ator[148]

### Junho
- 3 – José de Abreu – Empresário e político[149]
- 6 – Rubens Caribé – Ator[150]
- 12 – Gilson de Souza – Compositor[151]
- 18 – Ilka Soares – Atriz[152]
- 22
  - Marilu Bueno – Atriz[153]
  - Danuza Leão – Jornalista e escritora[154]

### Julho
- 3 – Sérgio Paulo Rouanet – Diplomata, filósofo e professor[155]
- 4 – Cláudio Hummes – Cardeal e arcebispo emérito de São Paulo[156]
- 14 – Gilberto Chateaubriand – Diplomata e colecionador[157]
- 18 – Odilon Junior – Radialista e locutor esportivo[158]
- 30 – Maria Fernanda – Atriz[159]
- 31 – João Paulo Diniz – Empresário[160]

### Agosto
- 5 – Jô Soares – Apresentador de televisão, escritor, dramaturgo,diretor teatral, ator, humorista, músico e artista plástico[161]
- 7
  - Leandro Lo – Lutador de jiu-jitsu[162]
  - Marco Mattoli – Cantor e compositor[163]
- 17
  - Diogo Pacheco – Maestro brasileiro[164]
  - Major Curió – Militar e político brasileiro[165]
  - Armindo Antônio Ranzolin – Jornalista brasileiro[166]
  - Jorge da Cunha Lima – Jornalista, escritor e poeta brasileiro[167]
- 20 – Claudia Jimenez – Atriz e humorista[168]
- 23 – Índio do Buraco – Último sobrevivente de uma etnia indígena desconhecida massacrada por fazendeiros em Rondônia, Brasil[169]
- 24 – Marilene Galvão – Cantora e instrumentista, ex-integrante da extinta dupla sertaneja As Galvão[170]

### Setembro
- 7
  - Hailé Pinheiro – Dirigente esportivo[171]
  - Emanoel Araújo – Artista plástico e museólogo[172]
- 13 – Sílvio Lancellotti – Jornalista[173]
- 28 – João de Aquino – Cantor e compositor[174]

### Outubro
- 2 – Éder Jofre – Ex-pugilista[175]
- 13 – Sérgio da Costa Franco – Historiador e jornalista[176]
- 17 – Angelo Venosa – Escultor e artista plástico[177]
- 22 – Luiz Galvão – Músico e poeta, fundador do grupo Novos Baianos[178]
- 25 – Susana Naspolini – Jornalista[179]

### Novembro
- 4 – Paulo Jobim – Músico[180]
- 6 – Guilherme de Pádua – Ex-ator, condenado pelo assassinato de Daniella Perez[181]
- 9
  - Gal Costa – Cantora[182]
  - Rolando Boldrin – Cantor, ator e apresentador[183]
- 10 – Roberto Guilherme – Ator e humorista[184]
- 15 – Luiz Antônio Fleury Filho – Professor, promotor de justiça e político; ex-governador de São Paulo[185]
- 16 – Isabel Salgado – Ex-voleibolista[186]
- 22 – Erasmo Carlos – Cantor e compositor[187]
- 28 – Gilson Dipp – Jurista, magistrado e ex-ministro do STJ[188]

### Dezembro
- 5 – Helena Xavier – Atriz[189]
- 6 – Edino Krieger – Maestro e compositor[190]
- 8 – Leno – Cantor, compositor e guitarrista[191]
- 12 – Monsenhor Jonas Abib – Sacerdote e fundador da Comunidade Canção Nova[192]
- 13 – Isaias Raw – Médico, pesquisador e ex-diretor do Instituto Butantan[193]
- 17 – Nélida Piñon – Escritora[194]
- 21 – Pedro Paulo Rangel – Ator[195]
- 25 – Reynaldo Boury – Diretor de TV[196]
- 29 – Pelé – Ex-jogador[197]